# 布莉琪·門德勒
布莉琪·克萊爾·門德勒（英語：Bridgit Claire Mendler，1992年12月18日—）是美國唱作人、音樂人、製作人以及女演員。她曾飾演過迪士尼原創影集《我愛夏莉》的泰蒂·鄧肯（Teddy Duncan），並出演2009年電視電影 Labor Pains。2009年時，她也出演迪士尼原創影集《少年魔法師》中飾演配角。2009年12月，出演電影《鼠來寶2》 。在《少年魔法師》當中，布莉琪飾演的吸血鬼受到正面好評後，她開始主演迪士尼的系列《我愛夏莉》，並從2010年4月開始到2014年2月後完結，同時也主演由該部影集改編的電視電影。

## 早期生活
布莉琪·門德勒出生於華盛頓特區，生日為1992年12月18日。在八歲時與家人搬到舊金山的米爾谷。在舊金山，布莉琪首次對戲劇經驗感興趣，並開始從事戲劇演出。關於這項決定，布莉琪曾表示「我在北加州的時候曾參與一場戲劇表演，當時才11歲，而我當時非常的喜歡表演，並且當時就決定我想要從事戲劇演出，之後我有了經紀人並且開始從事廣告代言或是配音等等演出」當布莉琪八歲時，她便在地方的劇院開始表演戲劇與音樂劇，並成為舊金山藝穗節（San Francisco Fringe Festival）中最年輕的表演者。布莉琪11歲大後，她便雇用經紀人幫助她得到戲劇工作。

## 職業生涯

### 2004–09: 出道以及電影演出

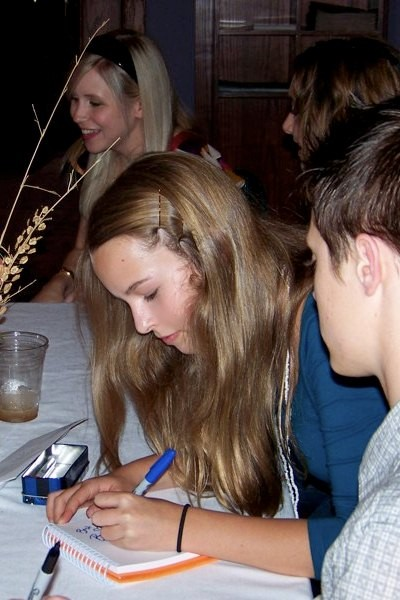
布莉琪於電影Alice Upside Down首映會，2007

2004年，布莉琪首次參與的電影演出為動畫電影The Legend of Buddha配音。她13歲時，於肥皂劇General Hospital中客串演出。同年，布莉琪替電玩遊戲「Bone: The Great Cow Race」配音。2007年，布莉琪首次拍攝電影Alice Upside Down。該電影於2007年10月6日直接以DVD的形式發行。
2008年，消息指出布莉琪飾演由小說The Clique改編的同名電影當中的角色 Kristen Gregory 。一個患有強迫症的女孩，並努力用功在學校獲得好成績。The Clique 在2008年的秋天直接以DVD的形式發行。2007年，布莉琪與琳賽·蘿涵合作電影Labor Pains，雖然有在電影院上上映，但最後並沒有收到相當好的成績。2009年時在ABC家庭電視台上上映。之後她在電影鼠來寶2當中飾演配角。
2009年時，布莉琪成為迪士尼頻道原創影集少年魔法師的配角，在當中飾演茱麗葉(Juliet Van Heusen)，一個吸血鬼，並與其中的角色賈斯汀‧魯索(Justin Russo)相戀。這個角色一直持續到該劇集完結。布莉琪最終在少年魔法師之中出現11集。2007年時，布莉琪曾經參與影集加油！桑妮爭取該劇主角「桑妮」的角色，但最終選擇由黛咪·洛瓦特飾演。

### 2010–13: 「我愛夏莉」以及 「Hello My Name Is...」

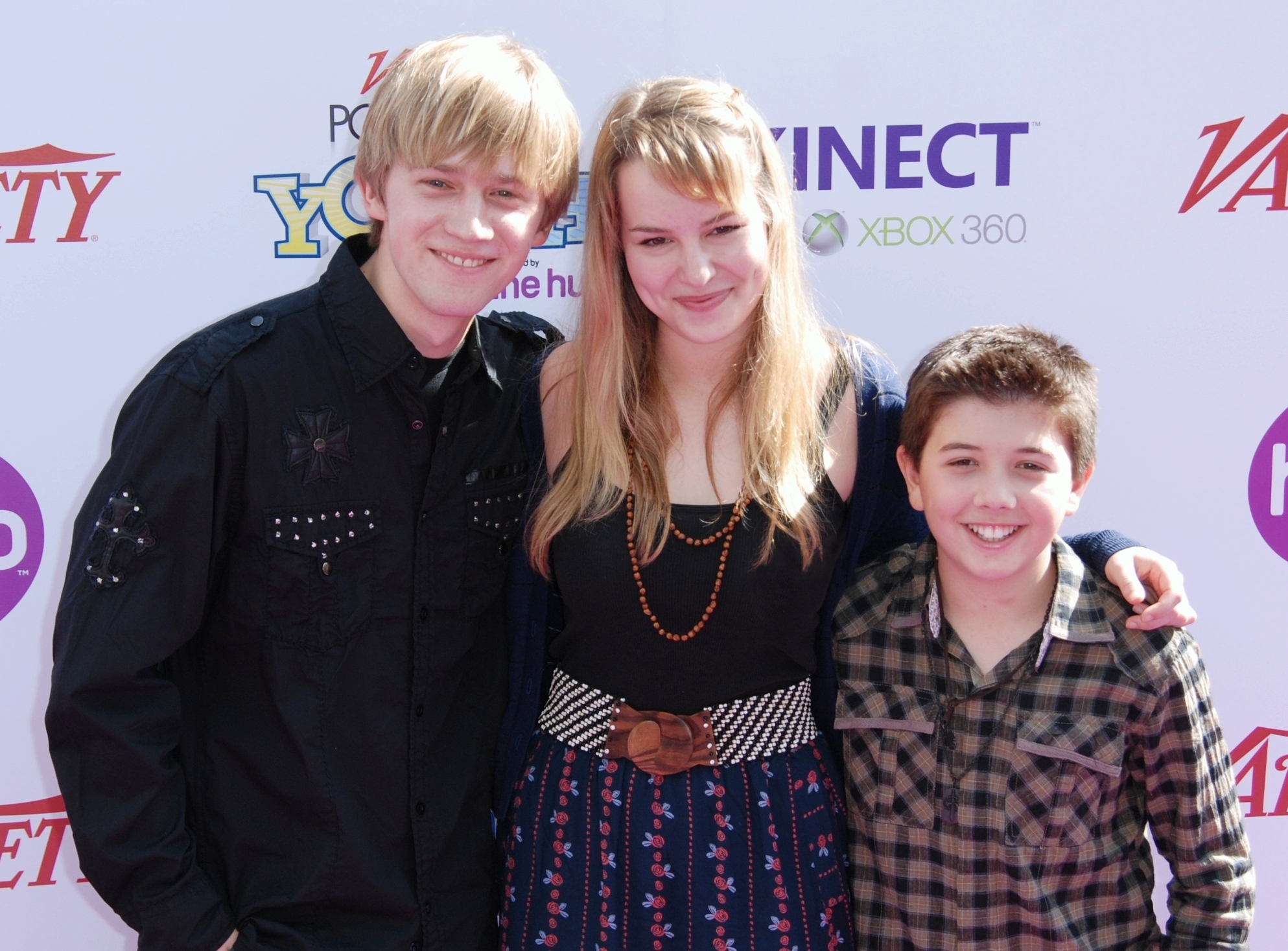
Jason Dolley, 布莉琪與Bradley Steven Perry，2010年10月

2010年，布莉琪出演迪士尼原創影集我愛夏莉主角，一個青少女試圖為剛出生的小妹拍攝影像日記。該據於2010年4月4日首映，並收到許多正面評價與收視。2011年，布莉琪主演迪士尼原創電視電影檸檬大嘴巴，首播當晚有570萬人收視。布莉琪也在該電影的原聲帶中演唱不少歌曲，2011年4月12日發行原聲帶。原聲帶首支單曲Somebody，於3月4日發行，並在告示牌熱門100單曲榜中排行89名。第二張單曲Determinate"，則在數國單曲榜中榜上有名，並且在告示牌單曲榜中最高獲得 51 名的成績。在媒體 Kidzworld Media 的專訪中，布莉琪確認「檸檬大嘴巴」將不會有續集。布莉琪表示：「很不幸地，檸檬大嘴巴將不會有續集。我們合作該電影時有不少美好經驗，而他們試著要發展出續集時，迪士尼的每個人都認為該部電影故事本身已經完結。這是相當好的經驗，而我也熱愛與劇中的成員合作並經常碰面。」
2011年時，布莉琪於電影比佛利拜金狗2當中飾演配角 Appoline ，同時為該電影錄製歌曲《This Is My Paradise》，並於2011年1月11日發行單曲。with a music video directed by Alex Zamm.2011年3月31日，消息確認布莉琪與唱片公司Hollywood Records簽約，並著手發行她的出道專輯。也在2011年，布莉琪主演迪士尼頻道原創電視電影「我愛夏莉:瘋狂聖誕」(Good Luck Charlie, It's Christmas!)，2011年12月2日首映。單曲《I'm Gonna Run to You》由布莉琪共同做詞、演唱，也於2011年11月12日隨同電影發行。之後布莉琪共同做曲並演唱節目Disney's Friends for Change Games 主題曲We Can Change the World。2012年，她以客串身分出演電視影集怪醫豪斯，飾演 Callie Rogers，一個逃家的青少女，並且罹患神秘疾病。之後她替電影借物少女艾莉緹的美國版配音，並錄製電影主題曲Summertime。

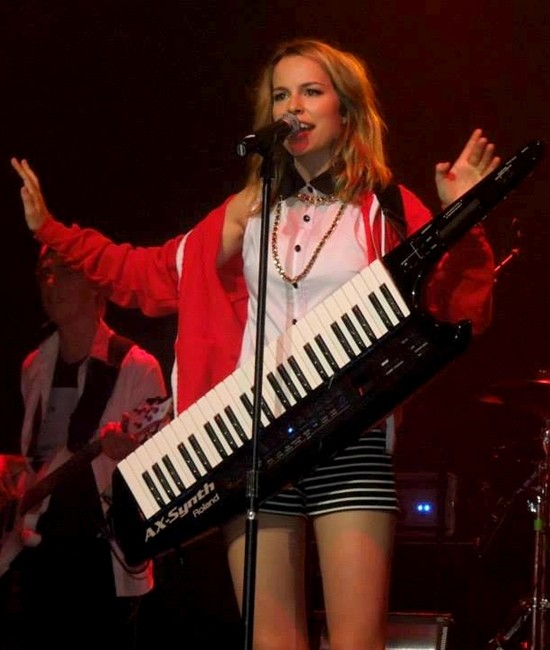
布莉琪於夏季巡迴演唱會，2013年7月

2012年夏季，布莉琪確認她的首支出道單曲為Ready or Not。這首歌於8月7日以數位下載的形式發行。"Ready or Not" 在美國告示牌最高達到49名澳洲53名，但是在英國最高達到第七名的成績，並進入比利時、愛爾蘭以及紐西蘭等國前二十強單曲在美國以及加拿大獲得白金認證丹麥、紐西蘭以及挪威獲得黃金認證，布莉琪便舉辦她的首次巡演，Bridgit Mendler: Live in Concert演唱會，並宣傳她的首張專輯。巡演主要在北美據半，並在音樂會以及耶誕演唱會中舉行。布莉琪的出道專輯Hello My Name Is...，在10月22日發行。該張專輯在告示牌專輯榜中最高達到第30名成績。並銷售至少20萬張。在國際方面，「Hello My Name Is ..」只在少數國家諸如波蘭、奧地利、英國、法國及西班牙等國家發行。布莉琪的嗓音被拿來與莉莉·艾倫、雪兒·洛薇、潔西J以及Karmin等女歌手相比。
2013年2月12日，她第二張單曲"Hurricane"於電台發行。該首歌在告示牌中最高達到第一名的成績。4月2日，發行混音版本。6月21日，發行另一張EP混音版本。6月，布莉琪展開第二場巡演，Summer Tour演唱會，只在美國境內。Mendler also has performed in many places.

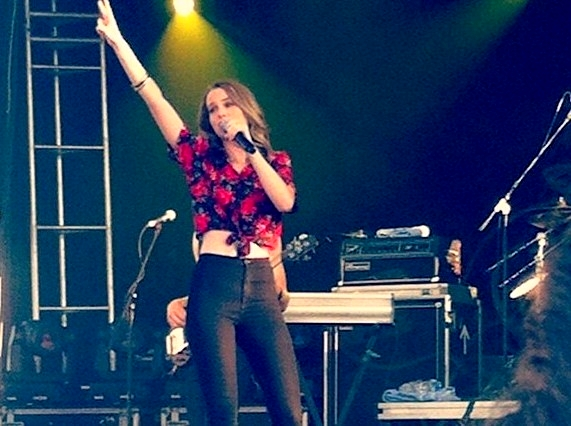
布莉琪於Summer Tour演唱會， 2014年6月

### 2013–至今: 即將發行第二張專輯
2013年8月9日，布莉琪於專訪中確認，她正在進行第二張專輯的籌備，但是她得重新寫歌，因為她的筆電壞掉導致喪失掉她原本寫好的歌。9月9日，布莉琪於推特上公布了新歌的片段。9月25日，布莉琪確認她開始於錄音室中灌錄。11月，布莉琪公布部分作品以及歌詞，包括 Mitch Allan, Dan Book, Alexei Misoul, Augie Ray, Beloryze 以及 Trion等歌曲。2014年2月7日，被公布布莉琪首張專其中並未與任何美國製作人合作，而且是在英國與英國的製作人 TMS, Ina Wroldsen, Steve Mac以及Sean Douglas等製作人合作。2014年2月13日，布莉琪在專訪中表示將在2014年舉行夏季巡迴演唱會，屆時她的新專輯曲目也將會在演唱會當中演唱。3月18日，專訪中表示，其中一首新歌叫做「Rome」。
2014年6月28日，布莉琪從加拿大開始起跑夏季演場會。在當中她演唱新歌「Fly to You」，歌曲描述有關自我毀滅的感情，但到最後仍是值得的。2014年7月5日，她演唱另一首新歌「Deeper Shade Of Us」，一首迪斯可舞曲。

## 私人生活

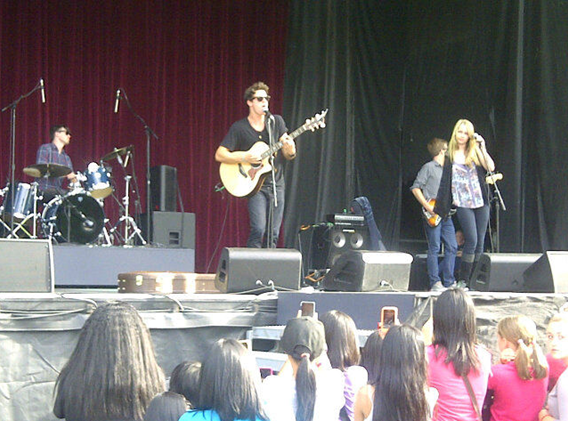
布莉琪與男友謝恩·哈博共同表演，2011

2012年3月27日，肖恩·哈珀(Shane Harper)於專訪中首次承認他正與布莉琪約會。謝恩表示他們於我愛夏莉認識成為朋友，並且於2011年開始交往，然而他們決定不要太快宣布 。
2012年9月的另一場專訪中，布莉琪說她與謝恩認識了兩年，最終開始約會。布莉琪表示「那不是那種在某個場合見到然後很快地發展出約會關係，而是花了兩年。」2013年3月，她在一場專訪中表示在戲中與戲外的男友都是同一個人並沒有打攪這段關係：「我認為這會更輕鬆，特別是這個人你已經合作很長一段時間了」 。
另一場專訪中，布莉琪表示這三年的交往，產生了某些東西，因為她需要時間去思考。布莉琪表示：「我們認識彼此一段時間，也當了朋友很長時間。我認為每個人都非常尊重並且確保這場戀情不會變的很奇怪」。兩人在交往約4年後便分手，而布莉琪與未婚夫葛里芬·克萊弗利（Griffin Cleverly）在2019年10月12日結婚。

布莉琪是基督徒。她曾就讀於 Laffayette 小學，之後就讀史丹佛大學線上高中(Stanford University Online High School)。2012年，布莉琪開始在南加州大學修讀博雅教育課程。2013年，她選擇上爵士樂課程以增進音樂能力。

## 其他表現

### 慈善事業

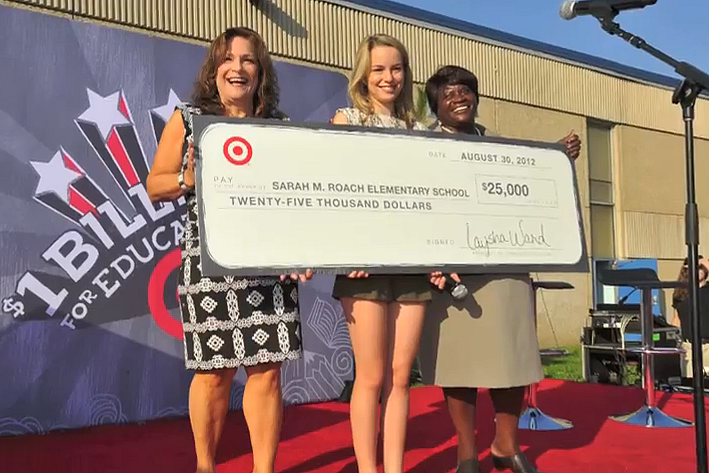
布莉琪造訪馬里蘭州的巴爾的摩的一間學校，捐獻2萬5千元，2012年。

2010年，布莉琪成為「第一本書」(First Book)的大使，該慈善機構鼓勵兒童閱讀並且給予兒童所需的書籍。2011年，布莉琪加入Disney's Friends for Change，一個綠色環保組織鼓勵粉絲多參與環保問題。布莉琪並為該年演唱主題曲，於6月11日發行，並為迪士尼世界自然保護基金總共募集25萬元美金。布莉琪也參加Disney's Friends for Change Games節目，一個迪士尼頻道播映的運動比賽節目，總共募款12萬5千元，捐贈給聯合國兒童基金會。2012年，布莉琪獲得Common Sense Media 的榮譽獎項，為她打擊霸凌而獲得「年度最佳模範」。布莉琪是第三年輕的藝人獲得該獎項，通常是給予環保人士與學者。之後在2013年1月，布莉琪參加聯合國兒童基金會年度音樂會募款。2012年7月，布莉琪成為「Give With Target」大使，替學校募款。該活動希望在2015年募得十億元美金。為了啟動該活動，他們投資了五百萬元並分發給100個有需要的學校分別2萬5千元。布莉琪表示：「我非常興奮能成為活動的一份子，並恭喜全國的小朋友開始的一學年。這對所有的小朋友來說能夠獲得一年所需相當重要」8月間，她透過迪士尼頻道募款500萬元，並從臉書的粉絲們募款2百萬元。2013年3月，布莉琪參加一場反霸凌活動。關於活動，布莉琪表示：「我求學過程中也曾經歷過霸凌，而且並不有趣...我喜歡終結霸凌。人們不應該這樣對待別人。大家應該要了解網路霸凌也同樣嚴重，因為文字也同樣難以應付」

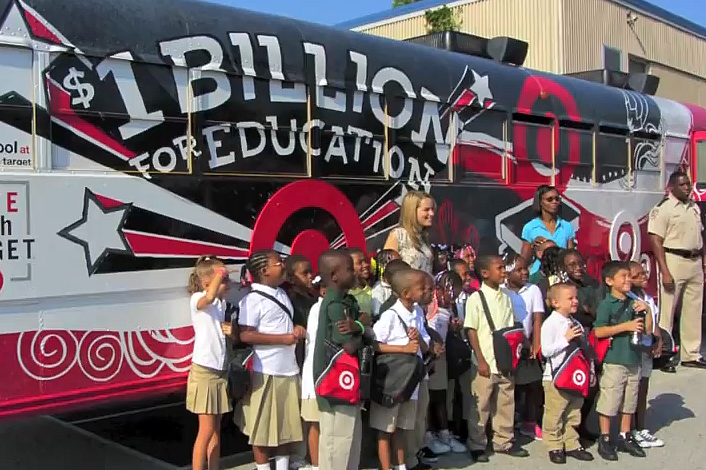
布莉琪於巴爾的摩，2012

2013年5月，布莉琪造訪英國，替Comic Relief募款，只要說一個笑話讓她發笑就會捐一歐元。該活動最後共募款10萬歐元，並給予有需要幫忙的家庭。關於該項活動，布莉琪表示：「我喜歡支持能正面且有趣的事。而且真的能幫助別人」She also worked with Acuvue being a mentor to help Katie, a winner of the 2013 Acuvue 1-Day Contest, get closer to her dream of making a difference.10月8日，布莉琪與Debby Ryan共同主持一項活動，該活動幫助建立學校協助貧困兒童。另一項也是Free The Children Foundation舉辦的活動中，她與艾薇兒·拉維尼和黛咪·洛瓦特共同為有需要的兒童募款。
為拯救兒童協會合作
2013年11月16日，布莉琪參加「拯救兒童協會」(Save the Children Foundation)舉辦的世界馬拉松，一個慈善慢跑活動，將所得幫助生病的兒童。2014年3月，布莉琪來到瓜地馬拉的基切省，參加另一項拯救兒童的活動，幫助貧困兒童以及發展中國家。4月8日，布莉琪發行「Baby Sit In」，邀請青少年協助父母並協助嬰兒能有一個健康的開始。布莉琪表示：「對小朋友來說能夠做疫點小是去幫助其他人能有一個健康的開始的機會，也能讓小朋友透過這些事情學習」布莉琪於華盛頓,D.C.擔任「拯救兒童協會」大使，參加年度活動。Carolyn Miles, 拯救兒童協會主席，感謝布莉琪的人道協助：「我非常感激布莉琪的協助。她對幫助兒童的熱情展現於她那些家庭及兒童上。」

### 服裝設計
2012年，布莉琪與目標百貨合作設計發行一系列獨特的服裝，靈感來自她在我愛夏莉當中的泰蒂‧鄧肯的角色。該款「泰蒂鄧肯獨家設計」(The D-Signed by Teddy Duncan)的系列款，包含服裝，首飾，帽子，圍巾以及紀念品，專拱給4~18歲的青少女。2013年3月，另外發行一款春天款設計。

## 藝人活動

### 影響
布莉琪曾表示受到歌手鲍勃·迪伦最大影響。在專訪中，布莉琪表示：「他是讓我進入做曲的第一位音樂人」 他的做曲方是饒富趣味，同時歌詞中也表達人們的感覺相當重要。他代表了一個世代。」在專訪中，布莉琪也提到伊特·珍, B·B·金, 莉莉·艾倫以及比莉·荷莉戴，並談到這些歌手：「我喜歡他們的聲音充滿靈魂，我想對歌手來說這相當重要」其他受到影響的音樂人包括Fugees,Elvis Costello,The Delfonics,Red Hot Chilli Pepersand Van Morrison.她也受到加拿大歌手Feist以及Tegan and Sara影響。Among the pop music artists, cited Maroon 5,No Doubt, Destiny's Child,Justin Timberlake,Beyoncé Knowles and Bruno Mars.在她的出道專輯Hello My Name Is...，布莉琪從indie pop歌手Ingrid Michaelson以及Feist中獲得靈感。
布莉琪表示她的音樂受到英國neo-soul以及Ellie Goulding, Florence and the Machine, Marina Diamandis和Lianne La Havas等她最喜愛的英國歌手的影響。她也曾提及Natasha Bedingfield,Broken Bells, Mark Ronson 以及 Amy Winehouse.2013年時，布莉琪曾提到Adele 的影響力：「我相當敬佩愛黛兒的職業能量，因為她擁有自己的音樂風格。她用自己的方式寫下她熱愛的東西，這對她來說真的相當出色」她也曾提及 Ed Sheeran 以及表示她希望與他一同合作。2014年，布莉琪在專訪中提到加拿大歌手Nelly Furtado, Joni Mitchell以及歐洲樂團Coldplay 和Little Dragon 對她第二張專輯上的影響。

### 音樂風格與歌唱
她的聲音與風格經常與Cher Lloyd以及 Lily Allen相比較。她的音樂作品被分類為流行樂以及 reggae fusion加上節奏藍調、靈魂樂、放克以及嘻哈靈魂樂。在專訪中，布莉琪表示她比較喜歡脫離傳統流行樂與舞曲，並結合其他元素。「我寫歌時會增加放克與節奏藍調的傾向。我真的喜歡 doo-wop 以及 爵士樂搖滾節奏。節奏在我的做曲中相當重要。布莉琪擁有次女高音的音域，並且能唱到三個八度。她也曾與Miley Cyrus相比，同樣也是迪士尼頻道出身的歌手。但在另一場專訪中，布莉琪提到麥莉，她表示：「我不是麥莉希拉。也許有些相似處，但我是我自己」

## 音樂作品
- Hello My Name Is... (2012)

## 演唱會
- Live in Concert (2012–13)
- Summer Tour (2013–14)

## 外部連結
- Bridgit Mendler的Instagram帳戶
- 官方网站
- 布莉琪·門德勒在互联网电影资料库（IMDb）上的資料（英文）